# Afmadow
Afmadow este un oraș din regiunea Jubaland, sudul Somaliei.